# マコさんは死んでも自立しない
『マコさんは死んでも自立しない』（マコさんはしんでもじりつしない）は、千田大輔による日本の4コマ漫画作品。『週刊少年マガジン』（講談社）にて、2017年41号から2019年48号まで連載。
同居生活をする高校2年生の遠野隣と女子大生の栗橋真子を中心にアパートでの生活を描くラブコメ4コマ漫画。

## あらすじ
高校2年生の遠野隣（リン）は、アパートの大家に「孫の面倒を見てくれれば家賃を払わなくていい」と言われ快諾。直後に同居相手となる大家の孫の美人女子大生・栗橋真子（マコ）と挨拶をしリンは一目惚れをするが、しかしその実マコは生活能力ゼロのぐーたらなダメ人間であることが発覚する。

## 登場人物
遠野 隣（とおの りん）
本作の主人公で高校2年生。
家賃に釣られ、マコとの同居生活を始める。マコの面倒を見ているうちに家事全般を覚え、特に料理に関しては鱒沢に教えるほどの腕まで上達している。マコとは逆に運動神経は悪い。
マコに一目惚れしながらもマコからの好意には気づいていなかった。
第5巻描き下ろしの特別編では浪人を経て、大学に進学し、卒業後はマコが勤めているゲーム会社に就職。運動神経の悪さも改善され、社内ではフットサル部にも属する。
栗橋 真子（くりはし まこ）
本作のヒロインで大家の孫の大学2年生。
自宅では家事全般をリンに任せ、下着姿でゲームをする等、ぐうたらな生活を送っているが運動神経は良い。リンの作った料理が大好き。
リンに好意を寄せているもののリンからの好意には気づいておらず、高校生のリンから見た女子大生の自分はおばさんではないかと歳の差を気にしている。
第5巻描き下ろしの特別編ではゲーム会社に就職。
綾織 姫（あやおり ひめ）
202号室に住む20歳女性。
裕福だが社会勉強のためにリンやマコと同じアパートで暮らしている。リンとマコが両想いであることに気づいている。
青笹 忍（あおざさ しのぶ）
102号室に住む23歳のOL。
忍者の末裔で神出鬼没。年下の姫に縛られたり椅子の代わりに使われたりしているが悦んでいる。
鱒沢 美里（ますざわ みり）
201号室に住む工業科の高校1年生。
リンの後輩で好意を寄せている。
小沢 理科（おさわ りか）
104号室に住む高校1年生。
引きこもり体質だが、天才のために通学が免除されている。名前や外見から女性と思われがちだが、実際は男性であり、服装も姫たちから貰ったもの。
大槌 友花（おおつち ともか）
真子の親友。
遠野リオ（とおの リオ）
リンとマコの間に生まれた男児。第5巻描き下ろしの特別編に登場。
マコ同様に運動神経は良いがマコとは逆にゲームは1日1時間としている。リンとはマコのことで張り合う反面、リンの料理が好きという可愛い一面も見られる。
芸能界入りをした場合の未来予想図ではシスコンとして描かれている。
遠野リコ（とおの リコ）
リンとマコとの間に生まれた女児でリオの妹。第5巻描き下ろしの特別編に登場。
リオが芸能界入りをした場合の未来予想図ではリオ同様に成長後の姿で登場。

## 書誌情報
- 千田大輔 『マコさんは死んでも自立しない』 講談社〈講談社コミックス〉、全5巻
  1. 2018年4月17日発売[7]、ISBN 978-4-06-511215-1
  2. 2018年9月14日発売[8]、ISBN 978-4-06-512237-2
  3. 2019年1月17日発売[9]、ISBN 978-4-06-513486-3
  4. 2019年7月17日発売[10]、ISBN 978-4-06-515695-7
  5. 2020年1月17日発売[11]、ISBN 978-4-06-517883-6